# Новопристань
Новопристань (укр. Новопристань) — село в Вознесенском районе Николаевской области Украины.
Население по переписи 2001 года составляло 146 человек. Почтовый индекс — 56564. Телефонный код — 5134. Занимает площадь 0,983 км².

## Местный совет
56564, Николаевская обл., Вознесенский р-н, с. Ястребиново, пл. Центральная, 6